# Населення Азії
Азія — найбільша частина світу як за територією, так і за чисельністю населення.

## Розселення

Густота населення (осіб/км²) країн світу, 2006 рік

Азія є найзаселенішим континентом світу, демографічний центр континенту розташований у районі Індостанського субконтиненту, це зони інтенсивного сільського господарства (вирощування рису), дельти Гангу з Брахмапутрою, Іраваді. В Індонезії більшість населення концентрується на острові Ява з родючими вулканічними ґрунтами (понад 700 осіб/км²). Сільське населення Південно-Західної Азії зосереджене вздовж передгір'їв Леванту, Ельбрусу, у межиріччі Тигру і Євфрату. Досить висока густота населення на узбережжі Перської затоки, що пов'язано з видобутком нафти. У Східній Азії на берегах Японського моря густота населення від 300 осіб/км² (Японські острови) до 500 осіб/км² (Південна Корея). Суворі кліматичні умови завадили заселенню північних регіонів Азії, особливо Сибір і Далекий Схід Росії, середня густота населення Росії — 8,7 особи/км².

## Статистика
| Рік  | Населення Азії | Населення світу | Населення Азії, % |
| ---- | -------------- | --------------- | ----------------- |
| 1950 | 1 395 749 000  | 2 525 779 000   | 55,3 %            |
| 1960 | 1 694 650 000  | 3 026 003 000   | 56,0 %            |
| 1970 | 2 128 631 000  | 3 691 173 000   | 57,7 %            |
| 1980 | 2 634 161 000  | 4 449 049 000   | 59,2 %            |
| 1990 | 3 213 123 000  | 5 320 817 000   | 60,4 %            |
| 2000 | 3 717 372 000  | 6 127 700 000   | 60,7 %            |
| 2010 | 4 165 440 000  | 6 916 183 000   | 60,2 %            |
| 2014 | 4 342 255 000  | 7 243 784 000   | 59,9 %            |

## Населення
| №  | Держава           | Населення станом на 2015 | Посилання                                                                      |
| 1  | КНР               | 1 387 160 793            | Official population clock [Архівовано 7 жовтня 2014 у Wayback Machine.]        |
| 2  | Індія             | 1 299 499 000            | Final 2011 census result [Архівовано 12 січня 2020 у Wayback Machine.]         |
| 3  | Індонезія         | 255 462 000              | Official estimate                                                              |
| 4  | Пакистан          | 207 774 520              | Official Census 2017                                                           |
| 5  | Бангладеш         | 158 762 000              | Official population clock                                                      |
| 6  | Росія             | 144 031 000              | Annual official estimate [Архівовано 27 березня 2016 у WebCite]                |
| 7  | Японія            | 126 891 000              | Monthly official estimate [Архівовано 24 грудня 2018 у Wayback Machine.]       |
| 8  | Філіппіни         | 100 699 395              | 2015 Census of Population [Архівовано 2 лютого 2017 у Wayback Machine.]        |
| 9  | В'єтнам           | 91 812 000               | Official estimate [Архівовано 17 грудня 2014 у Wayback Machine.]               |
| 10 | Іран              | 78 778 000               | Official population clock                                                      |
| 11 | Туреччина         | 78 214 000               | Official estimate [Архівовано 8 листопада 2017 у Wayback Machine.]             |
| 12 | Таїланд           | 68 387 000               | 2010 census result                                                             |
| 13 | М'янма            | 52 280 000               | 2014 census result [Архівовано 6 жовтня 2014 у Wayback Machine.]               |
| 14 | Південна Корея    | 50 617 000               | Official estimate [Архівовано 4 травня 2016 у Wayback Machine.]                |
| 15 | Ірак              | 36 575 000               | Official estimate [Архівовано 17 травня 2016 у Portugese Web Archive]          |
| 16 | Саудівська Аравія | 31 521 000               | Official estimate                                                              |
| 17 | Узбекистан        | 31 283 000               | Official estimate [Архівовано 30 липня 2019 у Wayback Machine.]                |
| 18 | Малайзія          | 31 032 000               | Official population clock                                                      |
| 19 | Непал             | 28 038 000               | Official estimate                                                              |
| 20 | Афганістан        | 26 849 000               | Official estimate                                                              |
| 21 | Ємен              | 26 745 000               | Official estimate [Архівовано 17 жовтня 2013 у Wayback Machine.]               |
| 22 | Північна Корея    | 25 863 000               | Final 2008 census result                                                       |
| 23 | Тайвань           | 23 455 000               | Monthly official estimate [Архівовано 4 липня 2014 у Wayback Machine.]         |
| 24 | Шрі-Ланка         | 22 480 000               | Live Population [Архівовано 21 жовтня 2017 у Wayback Machine.]                 |
| 25 | Сирія             | 18 906 000               | Official estimate [Архівовано 15 травня 2015 у Wayback Machine.]               |
| 26 | Казахстан         | 17 541 000               | Monthly official estimate [Архівовано 3 серпня 2016 у Wayback Machine.]        |
| 27 | Камбоджа          | 15 040 000               | Final 2008 census result [Архівовано 27 лютого 2011 у Wayback Machine.]        |
| 28 | Азербайджан       | 9 651 000                | Official estimate [Архівовано 22 березня 2016 у Wayback Machine.]              |
| 29 | ОАЕ               | 8 933 000                | Official estimate                                                              |
| 30 | Таджикистан       | 8 451 000                | Official estimate                                                              |
| 31 | Ізраїль           | 8 372 000                | Monthly official estimate [Архівовано 15 вересня 2018 у Wayback Machine.]      |
| 32 | Гонконг           | 7 299 000                | Official estimate [Архівовано 8 травня 2019 у Wayback Machine.]                |
| 33 | Йорданія          | 6 837 000                | Official estimate [Архівовано 23 вересня 2015 у Wayback Machine.]              |
| 34 | Лаос              | 6 802 000                | Preliminary 2015 census result [Архівовано 18 березня 2020 у Wayback Machine.] |
| 35 | Киргизстан        | 5 943 000                | Official estimate [Архівовано 14 листопада 2015 у Wayback Machine.]            |
| 36 | Сінгапур          | 5 541 000                | Official estimate                                                              |
| 37 | Туркменістан      | 4 902 000                | 2012 census result [Архівовано 3 травня 2016 у Wayback Machine.]               |
| 38 | Палестина         | 4 683 000                | Official estimate [Архівовано 10 червня 2015 у Wayback Machine.]               |
| 39 | Ліван             | 4 288 000                | Official estimate[недоступне посилання з квітня 2019]                          |
| 40 | Оман              | 4 181 000                | Official population clock [Архівовано 9 жовтня 2016 у Wayback Machine.]        |
| 41 | Кувейт            | 4 161 000                | Official estimate [Архівовано 17 травня 2016 у Wayback Machine.]               |
| 42 | Грузія            | 3 730 000                | Official estimate [Архівовано 1 липня 2014 у Wayback Machine.]                 |
| 43 | Монголія          | 3 029 000                | Official population clock [Архівовано 28 лютого 2021 у Wayback Machine.]       |
| 44 | Вірменія          | 3 005 000                | Monthly official estimate [Архівовано 24 лютого 2021 у Wayback Machine.]       |
| 45 | Катар             | 2 113 000                | Monthly official estimate                                                      |
| 46 | Бахрейн           | 1 781 000                | Final 2010 census result                                                       |
| 47 | Східний Тимор     | 1 245 000                | Preliminary 2015 census result [Архівовано 25 лютого 2021 у Wayback Machine.]  |
| 48 | Бутан             | 760 000                  | Official population clock [Архівовано 19 березня 2016 у Wayback Machine.]      |
| 49 | Макао             | 641 000                  | Official estimate [Архівовано 4 березня 2016 у Wayback Machine.]               |
| 50 | Бруней            | 421 000                  | Preliminary 2011 census result [Архівовано 26 липня 2018 у Wayback Machine.]   |
| 51 | Мальдіви          | 345 000                  | Preliminary 2014 census result [Архівовано 22 грудня 2018 у Wayback Machine.]  |
|    | Разом             | 4 516 317 000            |                                                                                |